# Giải bóng đá Hạng Nhì Quốc gia 2015
Giải bóng đá Hạng Nhì Quốc gia 2015 là giải thi đấu bóng đá cấp câu lạc bộ cao thứ 3 trong hệ thống các giải bóng đá Việt Nam (sau giải V.League 1 và V.League 2).
Mùa giải này là mùa giải thứ 19 do VFF điều hành và quản lý giải đấu. Có 14 đội tham dự giải năm nay được chia là hai bảng như sau: bảng A với sự góp mặt của Bình Định, Bình Thuận, Kon Tum, Lâm Đồng, Sanatech Khánh Hoà, Trẻ Đồng Nai và Viettel. Các đội Bến Tre, Cà Mau, Long An, Mancons Sài Gòn, Tiền Giang, Vĩnh Long và XM Fico Tây Ninh thuộc bảng B.

## Thay đổi trước mùa giải
Danh sách các đội bóng có sự thay đổi so với mùa giải 2014.
| Xuống hạng từ V.League 2 2014 - Fico Tây Ninh Thăng hạng từ giải Hạng Ba 2014 - Bình Định - Mancons Sài Gòn - Sanatech Khánh Hòa (đổi tên từ Palace Khánh Hòa, bổ sung từ giải Hạng Ba do thiếu suất) | Thăng hạng lên V.League 2 2015 - Bình Phước - Công An Nhân dân - Nam Định - Phú Yên Xuống hạng đến giải Hạng Ba 2014 Không có đội xuống hạng Không tham gia mùa giải này - Thanh niên Sài Gòn |

## Điều lệ giải đấu
Giải bóng đá hạng nhì quốc gia 2015 sẽ có sự tham dự của tổng cộng 14 đội, được chia vào 2 bảng thi đấu tại vòng loại. 4 đội xuất sắc vượt qua vòng loại sẽ thi đấu tại Vòng chung kết để chọn ra 3 đội lên thi đấu tại giải hạng Nhất Quốc gia 2016.
Theo đó, 14 đội tham dự giải năm nay được chia là hai bảng như sau: bảng A với sự góp mặt của Bình Định, Bình Thuận, Kon Tum, Lâm Đồng, sanatech Khánh Hoà, Trẻ Đồng Nai và Viettel. Các đội Bến Tre, Cà Mau, Long An, Mancons Sài Gòn, Tiền Giang, Vĩnh Long và XM Fico Tây Ninh thuộc bảng B.
Tại vòng loại, các đội thi đấu vòng tròn 2 lượt đi và về (sân nhà và sân đối phương) để tính điểm xếp hạng, chọn 2 đội thứ Nhất và thứ Nhì tại mỗi bảng vào thi đấu Vòng chung kết. 01 đội có điểm, chỉ số phụ thấp nhất trong hai bảng sẽ phải xuống hạng.
4 đội có thành tích tốt nhất sẽ thi đấu theo hình thức bắt cặp (nhất A gặp nhì B và nhất B gặp nhì A). Hai đội giành chiến thắng ở hai cặp đấu này sẽ chính thứ giành quyền thăng hạng. hai đội còn lại sẽ thi đấu phân thắng thua để chọn ra cái tên thứ 3 giành tấm vé lên chơi hạng Nhất mùa sau.
Theo dự kiến, vòng loại sẽ diễn ra từ ngày 16/4 đến ngày 26/6/2015, Vòng chung kết được tổ chức từ ngày 3/7 đến 6/7/2015.

## Các đội bóng
| Đội                   | Trụ sở     | Sân nhà                 | Sức chứa | Huấn luyện viên  | Bảng |
| --------------------- | ---------- | ----------------------- | -------- | ---------------- | ---- |
| Bình Thuận            | Phan Thiết | Sân vận động Phan Thiết | 10,000   | Trần Thống Khai  | A    |
| Bình Định             | Quy Nhơn   | Sân vận động Quy Nhơn   | 20,000   | Phan Tôn Quyền   | A    |
| Lâm Đồng              | Đà Lạt     | Sân vận động Đà Lạt     | 10,000   | Đoàn Quốc Việt   | A    |
| Kon Tum               | Kon Tum    | Sân vận động Kon Tum    | 10,000   | Nguyễn Công Tâm  | A    |
| Sanatech Khánh Hòa    | Nha Trang  | Sân vận động 19 tháng 8 | 15,624   | Kiều Minh Văn    | A    |
| Trẻ Đồng Nai          | Đồng Nai   | Sân vận động Đồng Nai   | 20,000   | Mai Thanh Hùng   | A    |
| Viettel               | Hà Nội     | Sân vận động Hàng Đẫy   | 20,000   | Đỗ Mạnh Dũng     | A    |
| Bến Tre               | Bến Tre    | Sân vận động Bến Tre    | 6,000    | Lưu Quốc Tân     | B    |
| Cà Mau                | Cà Mau     | Sân vận động Cà Mau     | 6,000    | Dương Hữu Cường  | B    |
| Trẻ Long An           | Tân An     | Sân vận động Long An    | 20,000   | Doãn Nhật Tiến   | B    |
| Tiền Giang            | Tiền Giang | Sân vận động Tiền Giang | 10,000   | Phạm Văn Rạng    | B    |
| Xi măng Fico Tây Ninh | Tây Ninh   | Sân vận động Tây Ninh   | 8,000    | Mang Văn Xích    | B    |
| Vĩnh Long             | Vĩnh Long  | Sân vận động Vĩnh Long  | 10,000   | Nguyễn Minh Cảnh | B    |
| Mancons Sài Gòn       | Sài Gòn    | Sân vận động Thống Nhất | 25,000   | Lưu Ngọc Hùng    | B    |

## Vòng loại

### Bảng A
| VT | Đội                | ST | T | H | B | BT | BB | HS  | Đ  | Thăng hạng hoặc xuống hạng                |
| -- | ------------------ | -- | - | - | - | -- | -- | --- | -- | ----------------------------------------- |
| 1  | Viettel (C, O, P)  | 12 | 6 | 5 | 1 | 16 | 3  | +13 | 23 | Vòng chung kết thăng hạng V.League 2 2016 |
| 2  | Bình Định          | 12 | 6 | 4 | 2 | 14 | 8  | +6  | 22 | Vòng chung kết thăng hạng V.League 2 2016 |
| 3  | Lâm Đồng           | 12 | 5 | 3 | 4 | 18 | 13 | +5  | 18 |                                           |
| 4  | Bình Thuận         | 12 | 3 | 5 | 4 | 9  | 9  | 0   | 14 |                                           |
| 5  | Trẻ Đồng Nai       | 12 | 3 | 4 | 5 | 12 | 18 | −6  | 13 |                                           |
| 6  | Sanatech Khánh Hòa | 9  | 3 | 1 | 5 | 12 | 14 | −2  | 10 |                                           |
| 7  | Kon Tum (R)        | 12 | 1 | 5 | 6 | 9  | 21 | −12 | 8  | Xuống hạng Giải hạng ba 2015              |

### Bảng B
| VT | Đội                        | ST | T | H | B | BT | BB | HS  | Đ  | Thăng hạng hoặc xuống hạng                |
| -- | -------------------------- | -- | - | - | - | -- | -- | --- | -- | ----------------------------------------- |
| 1  | XM Fico Tây Ninh (C, O, P) | 12 | 6 | 5 | 1 | 21 | 9  | +12 | 23 | Vòng chung kết thăng hạng V.League 2 2016 |
| 2  | Cà Mau (O, P)              | 12 | 6 | 3 | 3 | 18 | 15 | +3  | 21 | Vòng chung kết thăng hạng V.League 2 2016 |
| 3  | Mancons Sài Gòn            | 12 | 5 | 4 | 3 | 15 | 11 | +4  | 19 |                                           |
| 4  | Tiền Giang                 | 12 | 3 | 6 | 3 | 14 | 11 | +3  | 15 |                                           |
| 5  | Vĩnh Long                  | 12 | 3 | 4 | 5 | 11 | 15 | −4  | 13 |                                           |
| 6  | Bến Tre                    | 12 | 3 | 3 | 6 | 11 | 18 | −7  | 12 |                                           |
| 7  | Trẻ Long An                | 12 | 2 | 3 | 7 | 9  | 20 | −11 | 9  |                                           |

## Kết quả các vòng đấu

### Bảng A
| Nhà \ Khách[1]     | BD  | BT  | TDN | KT  | LD  | SKH | TVT |
| Bình Định          |     | 2–0 | 2–1 | 1–1 | 2–1 | 0–0 | 0–0 |
| Bình Thuận         | 0–1 |     | 4–0 | 3–0 | 1–0 | 0–0 | 0–0 |
| Trẻ Đồng Nai       | 0–2 | 0–0 |     | 5–2 | 2–1 | 4–1 | 0–0 |
| Kon Tum            | 1–1 | 0–0 | 0–0 |     | 2–3 | 1–0 | 0–2 |
| Lâm Đồng           | 2–1 | 1–1 | 5–0 | 0–0 |     | 1–0 | 2–1 |
| Sanatech Khánh Hòa | 1–2 | 3–0 | 0–0 | 3–2 | 3–2 |     | 1–1 |
| Viettel            | 1–0 | 2–0 | 1–0 | 3–0 | 0–0 | 5–0 |     |

| Đội \ Vòng đấu     | 1 | 2 | 3 | 4 | 5 | 6 | 7 | 8 | 9 | 10 | 11 | 12 | 13 | 14 |
| ------------------ | - | - | - | - | - | - | - | - | - | -- | -- | -- | -- | -- |
| Bình Định          | 2 | 1 | 1 | 2 | 3 | 3 | 3 | 4 | 5 | 5  | 3  | 3  | 2  | 2  |
| Bình Thuận         | 3 | 4 | 5 | 6 | 4 | 4 | 4 | 5 | 3 | 4  | 5  | 4  | 4  | 4  |
| Trẻ Đồng Nai       | 6 | 3 | 3 | 4 | 5 | 6 | 6 | 6 | 7 | 6  | 6  | 6  | 6  | 5  |
| Kon Tum            | 5 | 7 | 7 | 7 | 7 | 7 | 7 | 7 | 6 | 7  | 7  | 7  | 7  | 7  |
| Lâm Đồng           | 4 | 6 | 4 | 3 | 2 | 2 | 1 | 2 | 1 | 1  | 2  | 2  | 3  | 3  |
| Sanatech Khánh Hòa | 7 | 5 | 6 | 5 | 6 | 5 | 5 | 3 | 4 | 3  | 4  | 5  | 5  | 6  |
| Viettel            | 1 | 2 | 2 | 1 | 1 | 1 | 2 | 1 | 2 | 2  | 1  | 1  | 1  | 1  |

### Bảng B
| Nhà \ Khách[1]  | BTR | CM  | TLA | MSG | FTN | TG  | VL  |
| Bến Tre         |     | 1–1 | 0–1 | 1–2 | 1–1 | 1–1 | 2–0 |
| Cà Mau          | 2–0 |     | 4–1 | 4–2 | 0–0 | 2–1 | 1–0 |
| Long An B       | 1–2 | 1–2 |     | 0–1 | 1–2 | 0–3 | 2–1 |
| Mancons Sài Gòn | 0–1 | 4–1 | 1–1 |     | 0–0 | 0–0 | 3–1 |
| Fico Tây Ninh   | 3–0 | 2–1 | 3–0 | 0–1 |     | 1–1 | 3–3 |
| Tiền Giang      | 4–1 | 3–0 | 1–1 | 0–0 | 0–4 |     | 0–0 |
| Vĩnh Long       | 2–1 | 0–0 | 0–0 | 2–1 | 1–2 | 1–0 |     |

| Đội \ Vòng đấu  | 1 | 2 | 3 | 4 | 5 | 6 | 7 | 8 | 9 | 10 | 11 | 12 | 13 | 14 |
| --------------- | - | - | - | - | - | - | - | - | - | -- | -- | -- | -- | -- |
| Bến Tre         | 3 | 6 | 1 | 3 | 4 | 3 | 5 | 3 | 4 | 4  | 4  | 5  | 5  | 6  |
| Cà Mau          | 7 | 3 | 3 | 2 | 2 | 2 | 2 | 2 | 3 | 2  | 2  | 3  | 3  | 2  |
| Long An B       | 2 | 2 | 6 | 6 | 6 | 7 | 7 | 7 | 7 | 7  | 7  | 7  | 7  | 7  |
| Mancons Sài Gòn | 5 | 5 | 5 | 4 | 5 | 6 | 4 | 5 | 2 | 3  | 3  | 2  | 2  | 3  |
| Fico Tây Ninh   | 1 | 1 | 2 | 1 | 1 | 1 | 1 | 1 | 1 | 1  | 1  | 1  | 1  | 1  |
| Tiền Giang      | 6 | 7 | 7 | 7 | 7 | 5 | 3 | 4 | 5 | 6  | 5  | 4  | 4  | 4  |
| Vĩnh Long       | 4 | 4 | 4 | 5 | 3 | 4 | 6 | 6 | 6 | 5  | 6  | 6  | 6  | 5  |

## Vòng chung kết
Vòng đấu loại trực tiếp diễn ra hai trận chung kết, hai đội thắng sẽ giành vé thăng hạng V-League 2 2016. Hai đội thua sẽ chạm trán ở trận play-off, đội thắng sẽ giành vé thứ 3 thăng hạng nhì quốc gia 2016. Tất cả các trận đấu ở vòng chung kết diễn ra trong 90 phút, nếu sau đó hai đội vẫn hòa nhau sẽ tiến hành đá luân lưu chọn ra đội chiến thắng.
|  | Chung kết           | Chung kết |                     |       | Play-off | Play-off |
|  |                     |           |                     |       |          |          |
|  | 01 tháng 7 năm 2015 |           |                     |       |          |          |
|  |                     |           |                     |       |          |          |
|  | Trẻ Viettel         | 3         |                     |       |          |          |
|  | Trẻ Viettel         | 3         | 03 tháng 7 năm 2015 |       |          |          |
|  | Cà Mau              | 0         |                     |       |          |          |
|  | Cà Mau              | 0         | Bình Định           | 1 (2) |          |          |
|  | 01 tháng 7 năm 2015 |           | Bình Định           | 1 (2) |          |          |
|  |                     | Cà Mau    | 1 (4)               |       |          |          |
|  | XM Fico Tây Ninh    | Cà Mau    | 1 (4)               | 2     |          |          |
|  | XM Fico Tây Ninh    |           |                     | 2     |          |          |
|  | Bình Định           | 0         |                     |       |          |          |
|  | Bình Định           | 0         |                     |       |          |          |

Viettel và Xi Măng FICO Tây Ninh đồng giải nhất với Bảng danh vị và giải thưởng 30.000.000đ/Đội và giành quyền tham dự Giải hạng Nhất Quốc gia mùa bóng 2016.
| 01 tháng 7 năm 2015 Chung kết | Trẻ Viettel                                                                 | 3 – 0 | Cà Mau                                                                                          | Nha Trang, Khánh Hoà                                                  |  |
| 16:00                         | Trương Văn Thiếc (55) 24' · Dương Văn Hào (23) 47' · Trần Hoài Sơn (31) 72' |       | Lê Minh Cảnh (2) 6' · Bùi Minh Hiệp (13) 19' · Lại Bảo Hủ (16) 38' · Dương Ngọc Tiền (8) 9' 17' | Sân vận động: Sân Nha Trang Lượng khán giả: 500 Trọng tài: Lê Bá Hoài |  |

| 01 tháng 7 năm 2015 Chung kết | XM Fico Tây Ninh | 2 – 0 | Bình Định                 | Nha Trang, Khánh Hoà                                                             |  |
| 18:30                         | Lâm Hải Đăng (10) 29' · Trần Văn Hén (9) 57' · Lâm Hải Đăng (10) 30' · Phạm Trần Thanh Vũ (25) 75' · Lê Quang Thi (6) 82' |       | Nguyễn Thanh Thụ (20) 70' | Sân vận động: Sân Nha Trang Lượng khán giả: 600 Trọng tài: Nguyễn Đình Tiến Dũng |  |

### Trận Play-off
| 03 tháng 7 năm 2015 Play-off | Bình Định                                                                                          | 1 - 1 (2 - 4 p) | Cà Mau | Nha Trang, Khánh Hoà                                                        |  |
| 16:00                        | Nguyễn Văn Ton 73' · Nguyễn Công Huy (15) 67' · Nguyễn Văn Ton (9) 73' · Nguyễn Thanh Thụ (20) 79' | chi tiết        | Nguyễn Thanh Lợi 80' · Nguyễn Chí Tâm (4) 15' · Nguyễn Vương Vũ (11) 42' · Bùi Minh Hiệp (13) 53' · Lại Bảo Hủ (16) 88' | Sân vận động: Sân Nha Trang Lượng khán giả: 500 Trọng tài: Nguyễn Đình Thái |  |

## Tổng kết mùa giải
- Đội thăng hạng: Trẻ Viettel,XM Fico Tây Ninh và Cà Mau
- Đội xuống hạng: Kon Tum